# Zvezdna vrata: Atlantida
Zvezdna vrata: Atlantida (izvirno angleško Stargate Atlantis) je spin-off znanstvenofantastične serije Zvezdna vrata SG-1. Dogaja se v izgubljenem mestu Starodavnih, Atlantidi. 
Serija se začne, ko Daniel Jackson ugotovi, da se izgubljeno mesto, Atlantida, nahaja v galaksiji Pegaz. Zaradi oddaljenosti je za vzpostavitev vrat potrebno veliko energije, tako da razpoložljivi ZPM omogoča samo enkraten klic. Ob prvem uspešnem klicu se skozi vrata odpravi mednarodna odprava znanstvenikov in vojakov pod vodstvom dr. Elizabeth Weir. Na drugi strani najdejo Atlantido, ki leži na dnu oceana, a jo kasneje dvignejo na površino. Tam vzpostavijo bazo in začnejo raziskovati galaksijo. Pri tem si nakopljejo nove sovražnike, predvsem zlovešče Wraith, ter pridobijo tudi nove zaveznike.
Serija je prišla na spored Kanala A 21. februarja 2009.